# 詹姆士·卡里
詹姆士·卡里（James Nicholas Callis，1971年6月4日—）是一名英國演員。他最著名的作品是在太空堡壘卡拉狄加中飾演蓋尤斯·波塔博士。他也出演過BJ單身日記 (電影)等作品。2010年他加入电视连续剧《靈異之城》的行列，2017年他为连续剧《惡魔城》里的阿鲁卡多角色配音。

## 早年生活
詹姆士·卡里出生在汉普斯特德，在伦敦长大。他在伦敦上小学，然后在伦敦西北的哈罗公学上中学。他的父母拥有一住宿加早餐。在受粉丝网站采访时卡里打散他的家庭有贵族血缘的流传，说他是俄罗斯和波兰犹太移民的后裔。
卡里在約克大學就学，获得英语与相关文学学士学位。他曾经热衷曲棍球运动。大学时他也是一名大胆的学生演员、导演和作家。他甚至参加剑桥大学朋友的戏剧演出。大学毕业后卡里在倫敦音樂與戲劇藝術學院接受训练。

## 生涯
1996年卡里从倫敦音樂與戲劇藝術學院毕业。

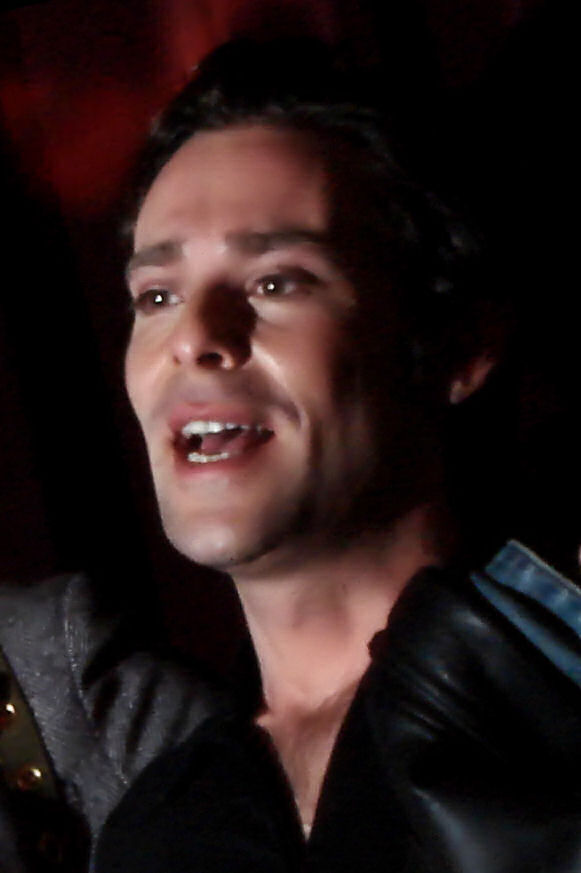
2007年的卡里

卡里多次参加西区剧院戏剧表演，他也参加多部电视连续剧表演和出现在电台广播中。他也参与写作和导演。他首次在2001年的一部电影做导演。
2000年卡里首次在电影《BJ單身日記》中演出，此后他还在其它一些电影和电视中演出。2002年12月他返回戏剧舞台。
2003年卡里在重新拍摄的微系列《太空堡壘卡拉狄加》中扮演蓋尤斯·波塔博士，在随后的正式连续剧中他也扮演这个角色。2006年卡里为此获得土星獎最佳配角和美国电影学会的一项奖赏。

## 个人生活
卡里有两个姊妹。他1998年12月30日结婚，有两个儿子和一个女儿。他是犹太人。